# 同性戀友好

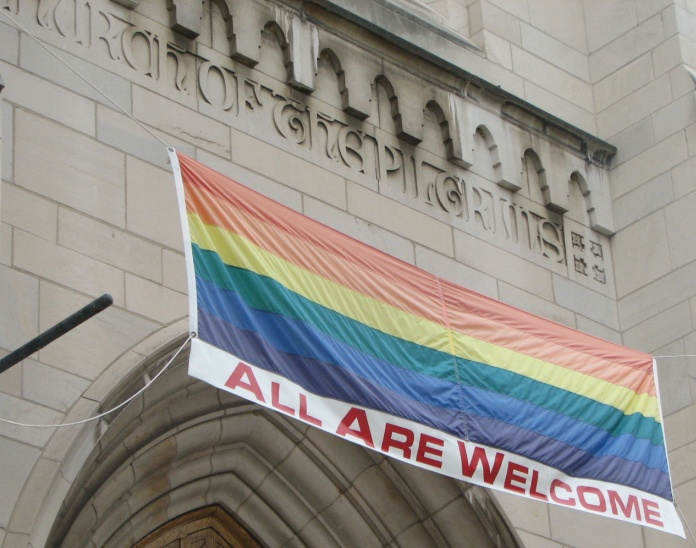
位于华盛顿特区的朝圣者教堂的门口的LGBT旗帜

同性戀友好（Gay-friendly） 是指對同性戀友好，對同性戀者開放和歡迎的地點、政策、個人或機構。這一詞彙出現在20世紀後期。著名的同性戀友好城市包括舊金山、西雅圖、特拉維夫、紐約、悉尼、里約熱內盧、墨爾本、馬德里、巴黎、巴亞爾塔港、芝加哥、布萊頓、阿姆斯特丹、布宜諾斯艾利斯、蒙特里亞、倫敦、哥本哈根、柏林。有研究表明，即使需要付出更多費用，同性戀群體也更傾向於同性戀友好企業。

## 外部連結
- Human Rights Campaign, lobby group for LGBT rights （页面存档备份，存于）